# Tony McNulty
Anthony (Tony) McNulty (Liverpool, 6 maart 1957) is een voormalige Engelse voetballer die in zijn actieve loopbaan uitsluitend in het Nederlandse betaald voetbal speelde.
McNulty is afkomstig uit de omgeving van Liverpool. Hij speelde in zijn jeugd voor de vereniging Oyster Martyrs uit de Liverpoolse suburb Croxteth. McNulty kwam op zijn twintigste naar Nederland om in de bouw te werken. Hij vestigde zich in Groningen en meldde zich aan bij amateurvereniging Velocitas. Daar werd hij ontdekt door SC Veendam, dat uitkwam in de Eerste divisie.
McNulty kwam van augustus 1979 tot januari 1984 uit voor Veendam, waarvoor hij in 141 officiële duels 23 keer doel trof. In de winterstop van seizoen 1983/84 werd hij verhuurd aan FC Twente, dat eveneens in de Eerste divisie uitkwam. McNulty speelde zestien officiële wedstrijden voor Twente, waarin hij één keer scoorde. Door een tweede plaats promoveerde Twente naar de Eredivisie. De ploeg uit Enschede zag echter af van een optie tot koop van McNulty, waarna hij in de zomer van 1984 door Veendam werd verkocht aan De Graafschap.
Na een jaar voor De Graafschap te zijn uitgekomen, verhuisde McNulty in 1985 naar PEC Zwolle '82. Voor deze ploeg, die uitkwam in de Eredivisie, werd McNulty door trainer Co Adriaanse afwisselend als rechtermiddenvelder en rechterspits gebruikt. Hij scoorde in zijn eerste seizoen bij PEC tien competitiegoals. Na een tweede seizoen, waarin hij drie keer scoorde, mocht hij vertrekken en tekende hij bij SC Cambuur, waar hij werd herenigd met trainer Fritz Korbach met wie hij eerder bij FC Twente te maken had gehad. In 1989 werd zijn contract, ondanks acht doelpunten in 56 officiële wedstrijden, niet verlengd en beëindigde McNulty zijn loopbaan, waarna hij nog uitkwam voor de Groningse amateurclubs Oosterparkers, Club Italiano en VV De Vogels. Tegenwoordig is hij verzorger van de selectie van SC Stadspark.